# Garrett Clayton
Gary Michael "Garrett" Clayton, född 19 mars 1991 i Dearborn i Michigan, är en amerikansk skådespelare och sångare med libanesiska rötter. Han är mest känd för att spela rollen som 60-talssurfaren Tanner i Disney Channel-filmerna Teen Beach Movie och Teen Beach 2. Han har också studerat musikteater vid Oakland University.
Clayton är sedan september 2021 gift med pojkvännen Blake Knight, som han har varit tillsammans med sedan år 2011. Paret vigdes av skådespelerskan Alicia Silverstone, som är en av Claytons motspelare i filmen King Cobra.

## Filmografi (i urval)

### Filmer
- 2010 – Virginia
- 2013 – Teen Beach Movie
- 2015 – Teen Beach 2
- 2016 – Welcome to Willits
- 2016 – Don't Hang Up
- 2016 – King Cobra

### TV-serier
- 2010 – Våra bästa år (TV-serie)
- 2010 – Shake It Up (TV-serie)
- 2013 – The Client List (TV-serie)
- 2013 – Jessie (TV-serie)
- 2014 – The Fosters (TV-serie) (även 2016)
- 2015 – 100 saker att göra före high school (TV-serie)
- 2016 – The Real O'Neals (TV-serie)
- 2016 – Hairspray Live! (TV-serie)
- 2022 – The Fairly OddParents: Fairly Odder (TV-serie)